# Mathieu Njassep
Mathieu Njassep, né en 1939 à Yabassi dans le département du Nkam, est une figure de la lutte pour l'indépendance du Cameroun, ancien maquisard, compagnon de lutte dès le 31 juillet 1960 et secrétaire particulier d'Ernest Ouandié. Son nom de guerre était « Ben Bella »,, en référence au leader indépendantiste algérien Ahmed Ben Bella.

## Biographie
Il est aide de camp et secrétaire particulier d'Ernest Ouandié. Il rejoint la lutte de l'Union des populations du Cameroun (UPC) au lendemain de l'indépendance, en tant qu'instructeur.

### Arrestation et déferrement à Douala
Après un rendez-vous avec Mgr Albert Ndongmo qui est l'intermédiaire avec le président Ahmadou Ahidjo, Ernest Ouandié et lui se cachent dans la chambre de la case que celui-ci met à leur disposition chez un catéchiste. Au bout de quatre jours sans ravitaillement, abandonnés, buvant les sèves de lianes, ils sortent chercher des aliments. Se rendant comptent qu'ils sont encerclés et que Monseigneur Albert Ndongmo a disparu, ils prennent la fuite dans le maquis où ils sont pourchassés par les autorités de Yaoundé sous Ahmadou Ahidjo.
| Vidéo externe | |
|               | https://www.youtube.com/watch?v=6304MwEaFCo QUI ETAIT ERNEST OUANDIE ? Témoignage de Mathieu Njassep le 15 janv. 2020; Journal du Cameroun TV |

Lors de leur fuite, ils sont surpris par deux planteurs dans une cacaoyère et pourchassés. Pour protéger ses compagnons, Mathieu Njassep — alourdi par ses bagages — décide de se livrer pour ralentir les poursuivants et permettre à Ouandié, blessé au genou, d'échapper à l'arrestation.
Njassep est livré par les planteurs à la police. Il est interrogé sous la responsabilité de Thomas Nsoga au commissariat spécial de Mbanga. Celui-ci le conduit à Douala pour le livrer à sa hiérarchie.
Il est condamné à mort, le 5 janvier 1971, avec Ernest Ouandié et Raphaël Fotsing, mais sa peine est commuée en peine de prison à perpétuité. Il n'est libéré qu'en 1985.

### Activités professionnelles
Il est l'actuel président de l'Association des vétérans camerounais (Asvecam). Il vit au quartier village à Douala IIIème.

## Ouvrages
Il coécrit un livre L'Avenir nous donnera raison.